# Australia (joc)
Australia: Aufbruch ins Abenteuer és un joc de taula per a entre dos i cinc jugadors. Obra de Wolfgang Kramer i Michael Kiesling, va ser sigut publicat per Ravensburger Spieleverlag GmbH i Rio Grande Games en 2005. Es recomana per a majors de 10 anys. Va rebre el premi de Joc de l'any de la revista games en 2006.
Els jugadors prenen el rol de polítics a Austràlia en els anys 1920. El govern vol modernitzar les seues indústries, però al mateix temps, desenvolupar diversos parcs nacionals, i altres projectes de conservació.